# Мартинчук Микола Данилович
Микола Данилович Мартинчук (нар. 7 жовтня 1955, с. Досін, нині Україна) — український журналіст, редактор. Член Національної спілки журналістів України (1985). Заслужений журналіст України (2010).

## Життєпис

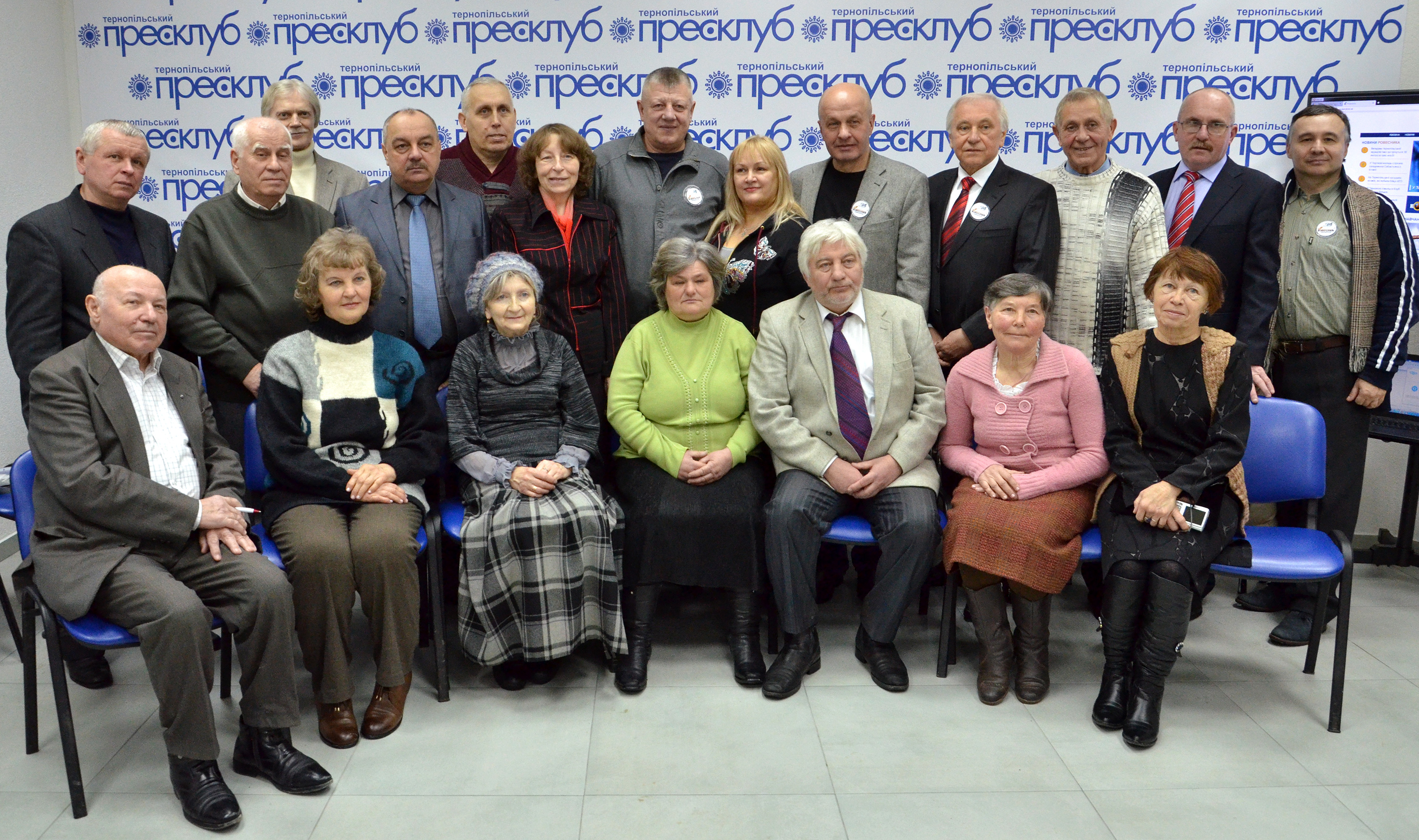
Зустріч журналістів-ветеранів газети «Ровесник» у Тернопільському пресклубі

Микола Мартинчук народився 7 жовтня 1955 року в селі Досові, нин Ганнопільської громади Шепетівського району Хмельницької области України.
Закінчив філологічний факультет Львівського університету (1981). Працював у редакції газети «Трудова слава» (1982, м. Теребовля). Від 1983 — в м. Тернопіль: кореспондент, головний редактор газети «Ровесник» (1983—1991), головний редактор газет «Західна Україна» (1991—1993), «Тернопільська газета» (1995—2000). Від 2000 — засновник і директор агенції «Тернопіль-Медіа», головний редактор «Нової Тернопільської газети».

## Нагороди
- заслужений журналіст України (20 січня 2010) — за вагомий особистий внесок у справу консолідації українського суспільства, розбудову демократичної, соціальної і правової держави та з нагоди Дня Соборності України[1].